# 美国驻广州总领事馆
美国驻广州总领事馆（英語：Consulate General of the United States in Guangzhou）是美國國務院在華南地區設置的外交代表處，始建於1843年，美国與中華人民共和國建交以後於1979年重新開館，2013年迁入位於廣州市天河區珠江新城华就路43號的新館舍。該領館领事范围包括广东省、福建省、广西壮族自治区、海南省、贵州省、云南省六个省区，是美国在远东地区最早的外交机构，也是美國國務院在中國第二个專門設計建造的永久化領事館舍。美国驻广州总领事馆办理中国公民和居民的美国移民签证。而且是中国大陆境內唯一办理美国移民签证的领事馆。领事馆还可以受理第三国公民的移民签证申请。

## 历史

### 早期
美国与广州的外交往来可以追溯到美利坚合众国刚建立的年代。1784年，美国商船“中国皇后號”载着人参来到广州的口岸交易中国出产的红茶。这艘船的大班是29岁的山茂召，曾在美国独立战争中当炮兵将领，他是首位来到“中央之国”的美国商人。后来他写信给外交部国务卿约翰·杰伊，建议美国委派领事和副领事到广州，有利于加强美国这一新生国家的外交实力。他写到：“这些官员将会获得一定的社会地位和影响力，这是他们从一般个人经历中难以获得的，他们也有义务为国人提供优质服务。”后来，山茂召少校被任命为美国驻华的第一任领事，尽管他在任期内“没有工资也没有津贴，但代表了美国人的自信和尊严”。
当时，清朝政府的闭关政策使广州只能有限地对外进行经贸活动，所有的外国商人都被限制在珠江两岸的楼房和工厂里居住和工作。尽管在相当长的时间里没有美国领事进驻广州，而且后来在领事馆工作的美国人也不懂中文，但是在十九世纪初中美之间的贸易往来还是不断地发展。中英鸦片战争之后，清政府被迫开放若干通商口岸，广东获得了空前的商机。中美双方经过一轮相互对立后，美国前国会议员凯莱布·顾盛担任了正式的首任美国驻华大使，他代表美国在1844年签定了中美望厦条约，保证了美国商人贸易特权和允许美国船舶进入新开放的中国口岸。根据美国国会规定，美国领事除了有责任保护美国商人利益以外，还有更多的权责。比如在1848年，领事馆享有控告触犯中国法律的美国公民的权力。1856年，美国驻广州领事馆被烧毁，但随后的半个世纪里，美国外交官们仍致力扩大美国在该地区的影响力。

### 清末至中华民国

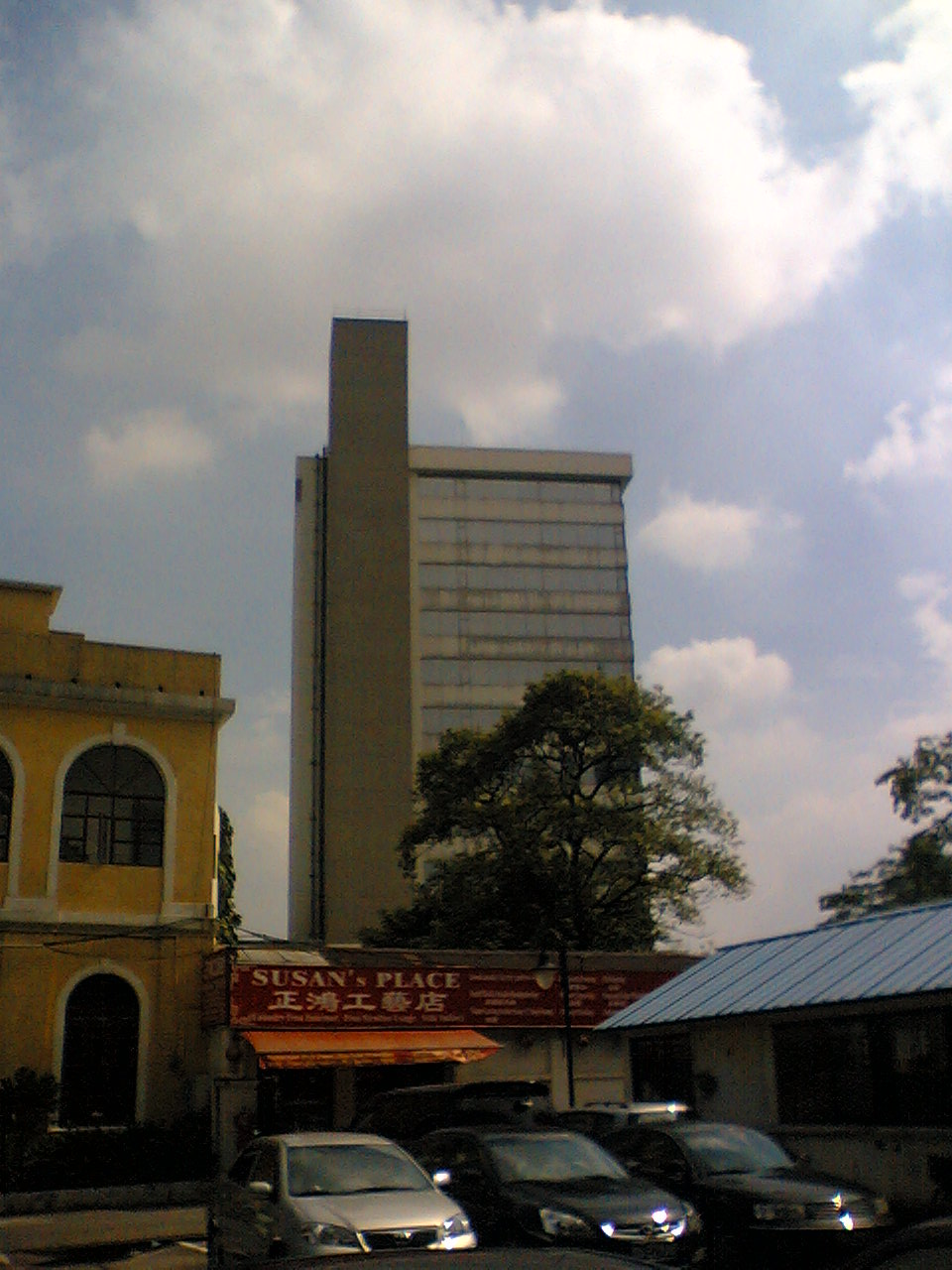
美国驻广州总领事馆在1990年—2013年期间位于沙面

除了广州以外，华南地区的其它开放港口如福州和厦门也设有美国领事馆，但是由于当时美国国会并不慷慨而且有半隔绝的思想，这些领事馆通常都没有外交官进驻，有时由美国驻广州领事馆代表美国在华利益，有时甚至还让英国和德国的官员代表美国在华利益。直到19世纪80年代中期美国驻上海总领事馆设立并统管所有驻华领事事务的时候，这种情况才得以改变。
1873年，英国政府在广州沙面岛设立领事馆，与此同时美国也在沙面岛设立了领事馆。当时的沙面是一片沙地，横跨一公里，由十年前开挖的人工河为界把沙面岛隔开。和欧洲的驻外人员一道，美国驻外人员尝试在这里塑造西方的生活方式。他们建立了基督教和天主教教堂，网球场，室内游泳池和散步长廊。今天，在沙面还可以看到十八世纪，十九世纪西方生活的传统。
当时在沙面的生活是和平安稳的，但在沙面岛以外的中国人却不是那样。由于对清政府的不满愈演愈烈，革命起义时有发生，最终导致清王朝的覆灭。受第二次中日战争的影响，1934年美国驻福州领事馆撤馆，1938年美国驻广州领事馆撤馆。日本投降后，美国驻华的多个领事馆复馆。1949年初，中華民國政府从南京迁移到广州，沙面的美国领事馆升格为“大使级办公室”。由于国军和解放军之间的国内战争全面爆发，中華民國中央政府再次迁移，转至重庆，美国驻华大使办公室也随之前往重庆。1949年8月，美国驻广州领事馆闭馆。中華民國中央政府隨後搬遷台灣。而中国大陆後來新成立的中华人民共和国与美国在很长一段时间内沒有外交关系。

### 中美建交至今

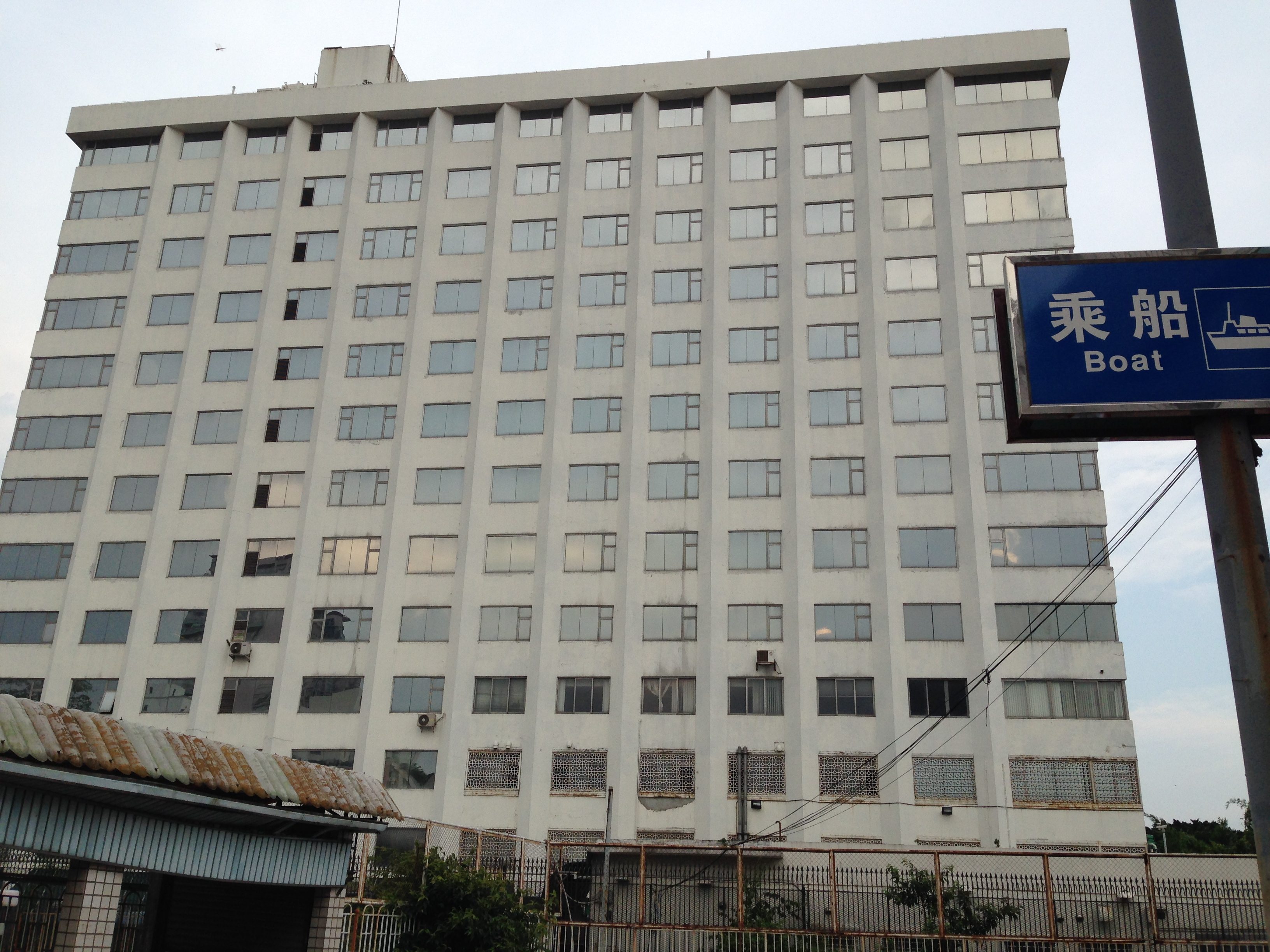
從黃沙碼頭旁拍攝的舊領館大楼

随着美国国务卿基辛格和总统尼克松的标志性访华，美中双方在1979年1月1日正式恢复外交关系，而此时代表中国的是中共领导的中华人民共和国政府。根据条约，双方可以在对方设立两个领事馆，最终美国选择了上海和广州（中国选择了三藩市和休斯顿）作为馆址。经过漫长的三十多年闭馆后，1979年8月31日，美国驻广州领事馆终于由副总统沃尔特·蒙代尔解封，新的领事馆落成在广州流花路120号东方宾馆11楼。威廉思成为了自1949年闭馆以来的第一任总领事。1990年，珠江边填海地上建成了领事馆楼，与白天鹅宾馆比邻，即现在的沙面南街1号。4月，美国领事馆重新搬回了沙面，在该领事馆楼办公。
重新设立的美国领事馆主要处理移民签证和商贸业务。华南地区是著名的侨乡，大部分移民美国的华人都来自华南地区。从20世纪80年代初开始，美国驻广州总领事馆成为了中国内地唯一处理赴美移民签证的领事馆；到1992年，美国在华所有领养签证也由驻广州领事馆统一处理；
2004年9月，随着签证量的不断上升，美国驻广州总领事馆领事部在天河廣州東站旁边的天誉花园新建办公场所，2006年1月19日启用，负责美国签证面谈和美国公民服务。
自1978年中国实行改革开放政策以后，华南地区尤其是珠三角地区的经济高速发展，美国更重视该地区的经济发展情况。1985年美国商务部和农业部分别在广州设立了商务处和农贸处，办公地点在流花路的中国大酒店。同时为了更好地推进美国外交政策，美国在广州花园酒店设立了新闻文化处，新闻文化处是美国政府在南中国地区的信息发布单位，准备及发布有关美国政策的新闻稿和背景材料，组织新闻发布会和其它媒体活动，并为当地媒体提供及时有效的信息。
美国驻广州总领事馆的一名美国政府雇员报告说从2017年年底到2018年4月感觉到“一些不明显、不明确，但不正常的声音和压力”，经检查，“评估结果是临床表现与轻度创伤性脑损伤有关。”
美国驻广州总领事馆于2020年新型冠狀病毒疫情后停止办理签证业务。2021年5月4日恢复留学相关签证业务，而正常签证申请面谈业务则于2021年11月9日恢复。
2024年6月20日，美国驻华使领馆发布《关于美国驻华使团领区变化的声明》，美国驻广州总领事馆的辖区增加贵州省和云南省。

## 珠江新城馆舍

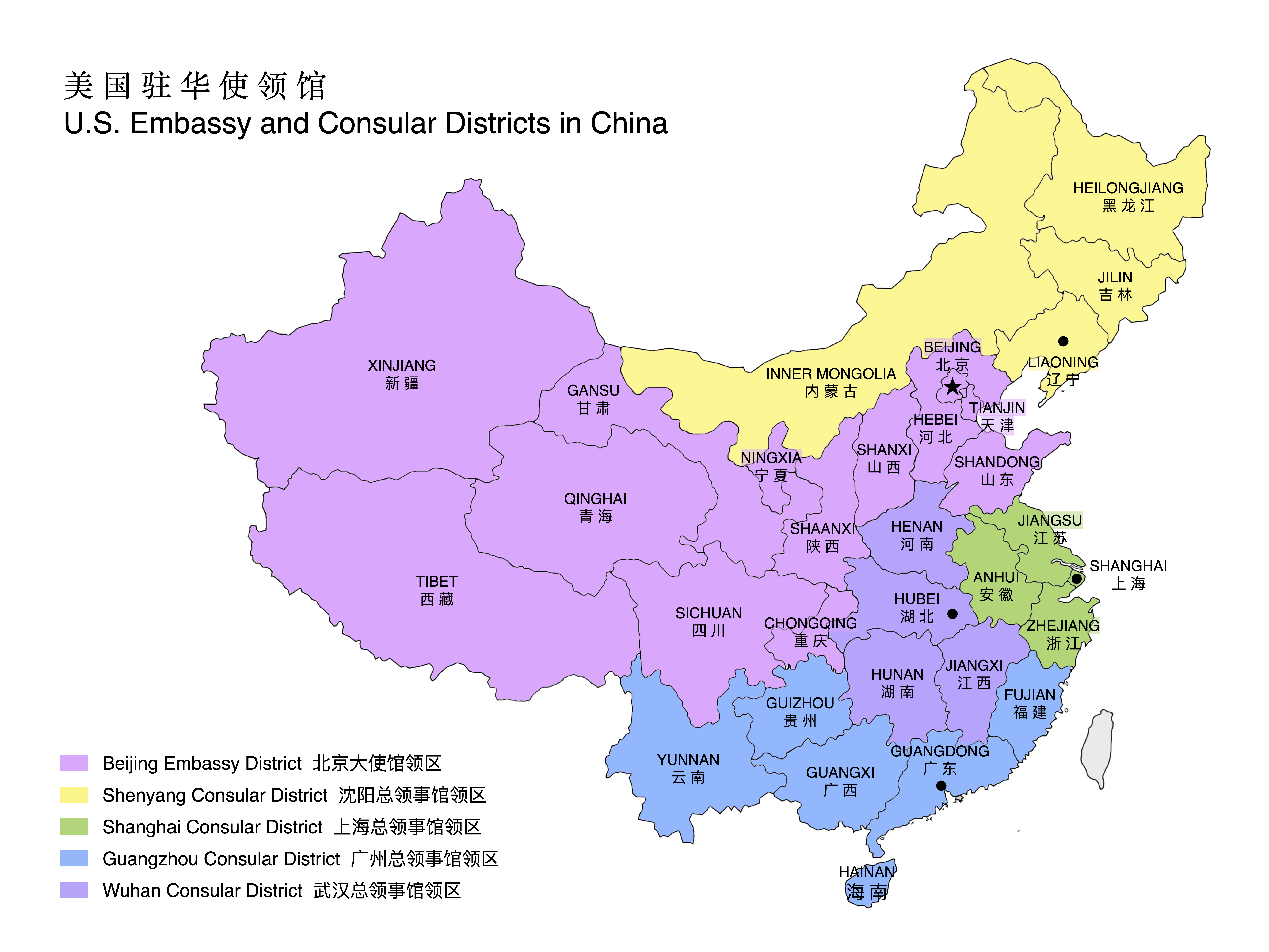
图中蓝色的地区为美国驻广州总领事馆的領事轄區范围

随着中美关系的不断发展，美国国务院经过多年的筹备并投资2.67亿美元，在广州新中央商务区珠江新城建造一体化的常設性领事馆舍，是继2008年落成的北京大使馆新馆舍后，美国政府在中国的第二个专门设计建造的外交设施。據時任總領事館新聞文化領事彭瑞德所述，新館除了因應館務規模及需求變大之外，也反映華南地區在中美關係中的重要性日益提升。
新馆占地7.4英亩，可容纳近400名工作人员，建筑方案由美国SOM建筑设计事务所设计。時任總領事高來恩（Brian L. Goldbeck）表示，總領事館包含7幢不同功能的建筑物，其中一幢4层的办公楼作為領事事務樓使用，提供美國公民服務、簽證面試等機能
。位于中央的辦公樓属保密级别的办公室，须由美国的建筑公司承建，其余6幢建筑则交给中国的建筑公司负责，整项工程先后聘用超过800名的两国工人。
建造工程于2009年10月展开，时任美国驻华大使洪博培出席动工仪式，在历经近4年时间的建设之后，新领事馆在2013年7月23日启用，分散在市内五个办公地点的各个美国政府部门也集中迁到新馆，而正式的落成典礼则在2014年3月举行，由美国副国务卿帕特里克·F·肯尼迪出席剪彩。